# 田中芽衣
田中 芽衣（たなか めい、2000年〈平成12年〉1月28日 - ）は、日本のファッションモデル、女優。熊本県出身。クオリアム所属。既婚。

## 略歴
2014年12月、ティーンファッション誌『Ranzuki』の専属モデルとして活動を開始。
2015年、4月期TBS系日曜劇場『天皇の料理番』の高浜鈴子役で出演し、女優デビュー。
2016年9月、ティーンファッション誌『Ranzuki』の専属モデルを卒業した。
写真家としても2017年4月、2018年8月に単独個展を開催。アパレルブランドへのデザインディレクションを行うなどクリエイターとしても活動。
2017年11月からさまざまなファッション誌でレギュラーモデルを務める。
2022年11月4日、映画『炎上シンデレラ』で映画初出演を果たし、映画初主演を務めた。
2023年5月19日から7月7日までLeminoにて配信されたドラマ『対ありでした。〜お嬢さまは格闘ゲームなんてしない〜』で関西テレビ系カンテレドラマらぼ『そして、ユリコは一人になった』第5話出演以来3年ぶりにドラマに出演した。同年11月24日、自身初となる1st写真集『1CON』を発売した。
2025年4月29日、自身のインスタグラムを通じて1歳年下の男性と結婚したことを公表した。

## 出演

### テレビドラマ
- 天皇の料理番（2015年4月26日 - 7月12日、TBS） - 高浜鈴子 役[4] [11]
- 先に生まれただけの僕（2017年10月14日 - 12月16日、日本テレビ） - 金井恵美 役
- こんな未来は聞いてない!!（2018年10月13日 - 12月15日、フジテレビ） - 櫛田陽 役[12]
- 警視庁・捜査一課長 スペシャル（2019年1月6日、テレビ朝日） - 前園香奈美 役
- 新米姉妹のふたりごはん（2019年10月11日 - 12月27日、テレビ東京） - 高木絵梨 役[13]
- そして、ユリコは一人になった 第5話（2020年4月2日、関西テレビ） - 水島百合子 役[14]
- 対ありでした。〜お嬢さまは格闘ゲームなんてしない〜（2024年6月17日 - 7月15日、読売テレビ） - 一ノ瀬花 役[15]

### 映画
- 炎上シンデレラ（2022年11月4日、尾崎将也監督） - 主演・安西みつほ 役[16]

### 配信ドラマ
- 放課後ソーダ日和（2018年6月29日 - 8月20日、YouTube） - モモ 役[17]
- こんな未来は聞いてない!!（2018年9月29日 - 12月1日、フジテレビ） - 櫛田陽 役[18]
- 対ありでした。 〜お嬢さまは格闘ゲームなんてしない〜（2023年5月19日 - 7月7日、Lemino） - 一ノ瀬花 役[9]

### バラエティ番組
- 未知たび! 高校生が未知の言葉の意味を探る旅・“動物シェルター”編」（2018年2月、Eテレ）
- #ジューダイ（Eテレ）
  - 生放送でお悩み相談!“親への不満をスカッと解決!?”（2018年10月）
  - 絶対食べたい!2019夏 バズるグルメ（2019年6月）
- タビフク＋VR 飛騨高山編（2019年3月、BS-TBS）

### ファッションショー
- GirlsAward
  - GirlsAward 2016 AUTUMN/WINTER[19]
  - GirlsAward 2017 SPRING/SUMMER[20]
  - Rakuten GirlsAward 2017 AUTUMN/WINTER[21]
  - Rakuten GirlsAward 2018 SPRING/SUMMER[22]
  - Rakuten GirlsAward 2018 AUTUMN/WINTER[23]
  - Rakuten GirlsAward 2019 SPRING/SUMMER[24]
  - Rakuten GirlsAward 2019 AUTUMN/WINTER[25]
  - Rakuten GirlsAward 2023 AUTUMN/WINTER（2023年9月30日、幕張メッセ）[26]
- 関西コレクション
  - KANSAI COLLECTION 2017 SPRING & SUMMER[27]
  - KANSAI COLLECTION 2017 AUTUMN & WINTER[28]
  - KANSAI COLLECTION 2018 AUTUMN & WINTER[29][30]
  - KANSAI COLLECTION 2019 SPRING & SUMMER[31]
  - KANSAI COLLECTION 2019 AUTUMN & WINTER[32][33]
- KANSAI COLLECTION 2024 AUTUMN＆WINTER（2024年8月1日、京セラドーム大阪）[34]
- 神戸コレクション
  - KOBE COLLECTION 2018 SPRING/SUMMER[35]
  - KOBE COLLECTION 2019 AUTUMN/WINTER
- FUKUOKA ASIA COLLECTION 2019 SPRING-SUMMER[36]
- SAPPORO COLLECTION 2019[37]

### 広告
- シンシア「FAIRY」イメージモデル（2015年4月 - ）
- LOTTE「Fit's」プロモーション（2017年2月 - 2018年3月）
- マイナビ「マイナビティーンズ」イメージモデル（2017年12月 - 2018年）
- BOSCH 電動工具 （2018年4月 - 、WEB）[38]
- POOL「BEAUTY POOOOL」イメージモデル（2018年4月 - 2019年12月）[39]
- 栄光ゼミナール「栄光の個別 ビザビ」（2018年5月 - ）[40]
- シンシア「Select FAIRY USER SELECT monthly」イメージモデル（2018年8月 - ）
- KATE（HongKong）「ラッシュフォーマー」（2018年9月、WEB）[41]
- NIKE「JUST DO IT. CAMPAIGN」（2019年4月）
- キリンビバレッジ 午後の紅茶「わたしらしいって、最強だ。夏」篇（2019年7月）[42]
- 資生堂 ローラメルシエ「なりたいわたしが見つかるルージュ」（2019年7月31日 - 、WEB）[43]
- KATE「レッドヌードルージュ」コラボMV（2020年5月27日）[44]
- 花王「and and」（2020年9月）[45]
- フリュー プリ機「午前0時のタイムリミット」イメージモデル（2020年10月）[46]
- ファミリーマート ファミペイ「使えば使うほどおトク」編（2021年2月）[47]
- KDDI povo 「登場」編（2021年3月-）[48]
- ワコール「WingTeen」Web CM（2021年3月）
- 花王 リーゼ 泡カラー「変わりたいって、最高。＜春＞」CM（2022年2月）[49]

### MV
- マキアダチ「アンサンブル」（2018年5月30日）
- SHE'S「歓びの陽」（2018年8月8日）[50]
- COLOR CREATION「I'm here / Blue star」（2018年10月24日）[51]
- 遊助「3分30秒のタイムカプセル」（2019年12月4日）[52]
- Novelbright「君色ノート」（2020年5月27日）[53]
- 徳永ゆうき「車輪の夢」（2020年7月8日）[54]
- ゆりめり「つぎのて」（2020年11月14日）[55]
- 石崎ひゅーい「花束」（2022年5月19日）[56]

### イベント
- 超十代
  - 超十代 2016
  - 超十代 夏期講習 2016
  - 超十代 2017
  - デジタル超十代 2017
  - 超十代 2018
  - デジタル超十代 2018
  - 超十代 2019

## 書籍

### 雑誌
- Ranzuki（2014年12月 - 2016年9月、ぶんか社） - 専属モデル
- mini（2017年11月 - 、宝島社）
- JELLY（2017年12月 - 、文友舎） - 専属モデル[57]

### MOOK
- KANGOL CLAM BAG BOOK（2018年8月、宝島社）
- Reebok CLASSIC BACKPACK BOOK（2018年8月、宝島社）
- FILA 2018 AUTUMN / WINTER BLACK（2018年8月、宝島社）
- MILKFED. BACKPACK BOOK（2018年10月、宝島社）
- earth music&ecology SHOULDER BAG BOOK（2018年10月、宝島社）
- MEI WAIST BAG BOOK special package（2019年5月、宝島社）
- MILKFED. スタディプランナーBOOK（2019年7月、宝島社）
- merry jenny 7th anniversary BOOK（2019年8月、宝島社）

### 写真集・スタイルブック・カレンダー
- HELLO NEW ME!（2017年6月23日）
- 0-18 ゼロカラジュウハチ（2018年10月18日、KADOKAWA）[58][59]
- 2022 カレンダー「to/mei 透明」（2021年12月13日）
- 『田中芽衣1st写真集 1CON』（2023年11月24日、東京ニュース通信社）[10][60]